# Kleine Taschenmaus
Die Kleine Taschenmaus (Perognathus longimembris) ist ein in Nordamerika lebendes Nagetier (Rodentia) aus der Familie der Taschenmäuse (Heteromyidae).

## Merkmale
Das weiche, seidige und borstenfreie Fell der Kleinen Taschenmaus ist an der Körperoberseite braun und am Bauch weißlich gefärbt. Die durchschnittlichen Abmessungen erwachsener Tiere betragen: Körperlänge 56,7 mm, Schwanzlänge 70,2 mm, Hinterfußlänge 16,2 mm und Ohrlänge 6,3 mm. Das durchschnittliche Körpergewicht der erwachsenen Tiere beträgt 7 bis 9 g.  Die Fußsohlen der Hinterfüße sind behaart.

## Verbreitung und Lebensraum
Die Kleine Taschenmaus kommt mit mehreren Unterarten im Südwesten der USA sowie in westlichen Küstenregionen Mexikos verbreitet vor. Sie bewohnt dort bevorzugt Wüsten- und Steppengebiete und wird von der Weltnaturschutzorganisation IUCN als „Least Concern = nicht gefährdet“ klassifiziert. Eine Ausnahme bildet nur die in einem eng begrenzten Gebiet in Kalifornien lebende Unterart Perognathus longimembris pacificus, die  als „Critically Imperiled = kritisch gefährdet“ eingestuft wird.

## Lebensweise
Die Kleine Taschenmaus lebt in unterirdischen Bauen, bevorzugt unter Sträuchern. Sie ist nachtaktiv und hat eine kurze Aktivitätsperiode in den ersten beiden Stunden nach Sonnenuntergang und dann sporadisch für den Rest der Nacht. Sie ist im Winter entsprechend der Außentemperatur weitgehend inaktiv und erreicht im Juni und Juli ihre aktivste Phase. Sie ernährt sich von Samen, Pflanzenmaterial und kleinen Wirbellosen. Die Nahrung wird teilweise in ihren Backentaschen in den Bau transportiert und dort gelagert. Ihren Flüssigkeitsbedarf deckt sie ausschließlich durch die Nahrung und benötigt kein Trinkwasser. Dies war auch der Grund dafür, dass diese Art für Weltraumtests ausgewählt wurde. Die schwerpunktmäßige Brutzeit reicht von März bis Mai. Ein Wurf beträgt zwei bis acht Jungtiere. Normalerweise wirft ein Weibchen nur einmal pro Jahr. Zu den Fressfeinden zählen Eulen (Strigiformes) und Schlangen (Serpentes) sowie verschiedene fleischfressende Säugetiere einschließlich der Südlichen Grashüpfermaus.

## Einsatz der Mäuse im Weltraum
Fünf Kleine Taschenmäuse, die die Namen Fe, Fi, Fo, Fum und Phooey erhielten, reisten im Dezember 1972 an Bord der Apollo-17-Kapsel zum Mond, den sie 75 Mal umkreisten. An den Mäusen sollte die Wirkung der kosmischen Strahlung auf Lebewesen untersucht werden. Vier der Mäuse überlebten die Reise. Anschließend durchgeführte Untersuchungen ergaben im Wesentlichen folgende Ergebnisse: Eine geringe Läsion in der Kopfhaut, was als Indiz für die Anfälligkeit für Partikel der kosmischen Strahlung angesehen werden könnte, jedoch muss dieses Problem weiter untersucht werden. Das Fehlen nachweisbarer Läsionen im Gehirn selbst lässt den Grad der Anfälligkeit des Gehirngewebes für diese Strahlungsquelle jedoch ungelöst. Unbestimmt bleiben auch die Ursachen für die Schädigung der Riechorgane und der Grund, der für die stärkere Exsudation in den Mittelohrhöhlen verantwortlich ist.
Im Juli 1973 wurden weitere Kleine Taschenmäuse mit der Weltraumstation Skylab 3 in eine Erdumlaufbahn gebracht. Das Ziel dieses Experiments war es, die circadiane Rhythmik eines Säugetiers während der Raumfahrt zu untersuchen. Insbesondere sollte herausgefunden werden, ob die Körpertemperatur und die Bewegungen der Taschenmaus unter Bedingungen längerer Schwerelosigkeit beeinflusst werden. Da die Tiere aufgrund eines Stromausfalls bereits 30 Stunden nach Beginn der Mission verendeten, konnten keine aussagekräftigen Erkenntnisse gewonnen werden.